# Jaime Pacheco
Jaime Moreira Pacheco (* 22. Juli 1958 in Paredes, Portugal) ist ein portugiesischer Fußballtrainer und ehemaliger Fußballnationalspieler Portugals.

## Spielerlaufbahn

### Vereinsmannschaften
Seine Profikarriere begann er 1978 als defensiver Mittelfeldspieler beim FC Porto. Dort blieb er sechs Jahre bis zum Ende der Saison 1983/84, in der er auch den portugiesischen Pokal gewinnen konnte, um danach zu Sporting Lissabon zu wechseln. Jaime Pacheco war im Gegenzug für Paulo Futre nach Lissabon gewechselt. Nach zwei Saisons wurde er aber wieder an Porto verkauft, wo er 1987 den Landesmeisterpokal gegen den FC Bayern München gewann. Im selben Jahr gewann er mit dem FC Porto noch den Europäischen Supercup gegen Ajax Amsterdam und den Weltpokal gegen Peñarol Montevideo. In der darauffolgenden Saison gelang ihm noch der Triumph in der portugiesischen Meisterschaft sowie im Pokalwettbewerb.
Nach den erfolgreichen Jahren beim FC Porto, wechselte der nun 31-jährige Jaime Pacheco zu kleineren Vereinen der portugiesischen Liga. 1989 wechselte er zu Vitória Setúbal, 1991 zum FC Paços de Ferreira. Seine aktive Karriere beendete er bei Sporting Braga im Jahr 1994.

### Nationalmannschaft
Sein Debüt für die portugiesische Nationalmannschaft gab er am 23. Februar 1983 gegen Deutschland in einem Freundschaftsspiel, welches Portugal mit 1:0 gewann. In seinen 25 Länderspielen erreichte er die Teilnahme an der Fußball-Europameisterschaft 1984 und an der Fußball-Weltmeisterschaft 1986. Sein letztes Spiel für Portugal bestritt er am 12. September 1990 gegen Finnland.

## Trainerlaufbahn
Den Beginn seiner Trainerkarriere verbrachte er anfangs bei kleinen Vereinen. Erst im Jahr 1996 wurde er Trainer bei Vitória Guimarães. Zwei Saisons später wurde er von Boavista Porto verpflichtet, wo er seine, bis dato, erfolgreichste Zeit verbrachte. Im Jahre 2001 errang er mit Boavista überraschend den ersten Meistertitel der Klubgeschichte. Außerdem erreichte er mit Boavista in der Saison 2002/03 das Halbfinale des UEFA Cups. Dort verloren sie gegen Celtic Glasgow, womit das erste Finale zwischen zwei Vereinen aus derselben Stadt nicht zustande kam, da der FC Porto den Einzug ins Finale schaffte.
Im Jahr 2003 trainierte er kurzzeitig RCD Mallorca, kehrte aber im selben Jahr wieder zu Boavista zurück. Dort blieb er auch nur bis zum Ende der Saison, da er sein zweites Engagement bei Vitória Guimarães in der folgenden Saison begann, welches auch nur ein Jahr währte, ehe er zum dritten Mal Trainer von Boavista wurde. Diese führte 2006/07 zu Rang neun in der Liga. Zur Folgespielzeit wurde der Klub in einen Manipulationsskandal verwickelt und musste Zwangsabsteigen. Zu neuen Saison wurde Pacheco dann von Belenenses Lissabon verpflichtet. Bereits im Mai 2009 wurde er vom Klubvorstand aber wieder gekündigt. Im Sommer 2009 zog es den Portugiesen nach Asien, wo er Trainer bei al-Shabab wurde. Auch diese Station hielt kein ganzes Jahr und bereits im April des kommenden Jahres wurde der Fußballlehrer erneut gekündigt.
Von 2011 bis 2012 war Pacheco Trainer bei Beijing Guoan. Nach zwei Jahren ohne Engagement war er im arabischen Raum bei al Zamalek SC in Ägypten und zum zweiten Mal bei al-Shabab in Saudi-Arabien tätig. 2016 kehrte er nach China zurück und ist seitdem Trainer von Tianjin Teda.

## Erfolge

### Als Spieler
- Europapokal der Landesmeister: 1986/87
- Weltpokalsieger: 1987
- UEFA Super Cup: 1987
- Portugiesischer Meister: 1987/88
- Portugiesischer Pokalsieger: 1983/84, 1987/88
- Portugiesischer Supercupsieger: 1981, 1983, 1986

### Als Trainer
- Portugiesischer Meister: 2000/01
- Prinz Faisal Pokal: 2009/10